# The Panics
The Panics sind eine australische Rockband.

## Bandgeschichte
Die Band wurde Anfang der 2000er von fünf Schulfreunden gegründet. Im Jahr 2002 veröffentlichten sie eine selbstbetitelte EP. Nach zwei weiteren EPs folgten noch im selben Jahr Auftritte in Großbritannien. Das Musiklabel LittleBIGMAN Records nahm die Band unter Vertrag. 2003 nahmen sie ihr Debütalbum A House on a Street in a Town I’m From in Manchester und Australien auf. Nach dessen Veröffentlichung folgten 2003 eine Tournee durch Australien und 2004 eine Tournee durch Großbritannien. Nach der Rückkehr aus Europa nahm die Band das zweite Album Sleeps Like a Curse auf, das 2005 erschien. Danach wechselte die Band das Plattenlabel und veröffentlichte 2007 ihr drittes Album Cruel Guards.

## Diskografie
- The Panics (EP, Januar 2002)
- EP 2 (EP, Juli 2002)
- Kid You’re a Dreamer (EP, Februar 2003)
- A House on a Street in a Town I’m From (Album, August 2003)
- Crack in the Wall (EP, 2004)
- Sleeps Like a Curse (Album, August 2005)
- Cruel Guards (13. Oktober 2007)
- Don’t Fight It (Single, 2008)
- Rain on the Humming Wire (Album, 29. Juli 2011)
- No More Tears (Single, Juli 2011)
- Hole in Your Pocket (Album, 7. Oktober 2016)